# Congrès de Karlsruhe

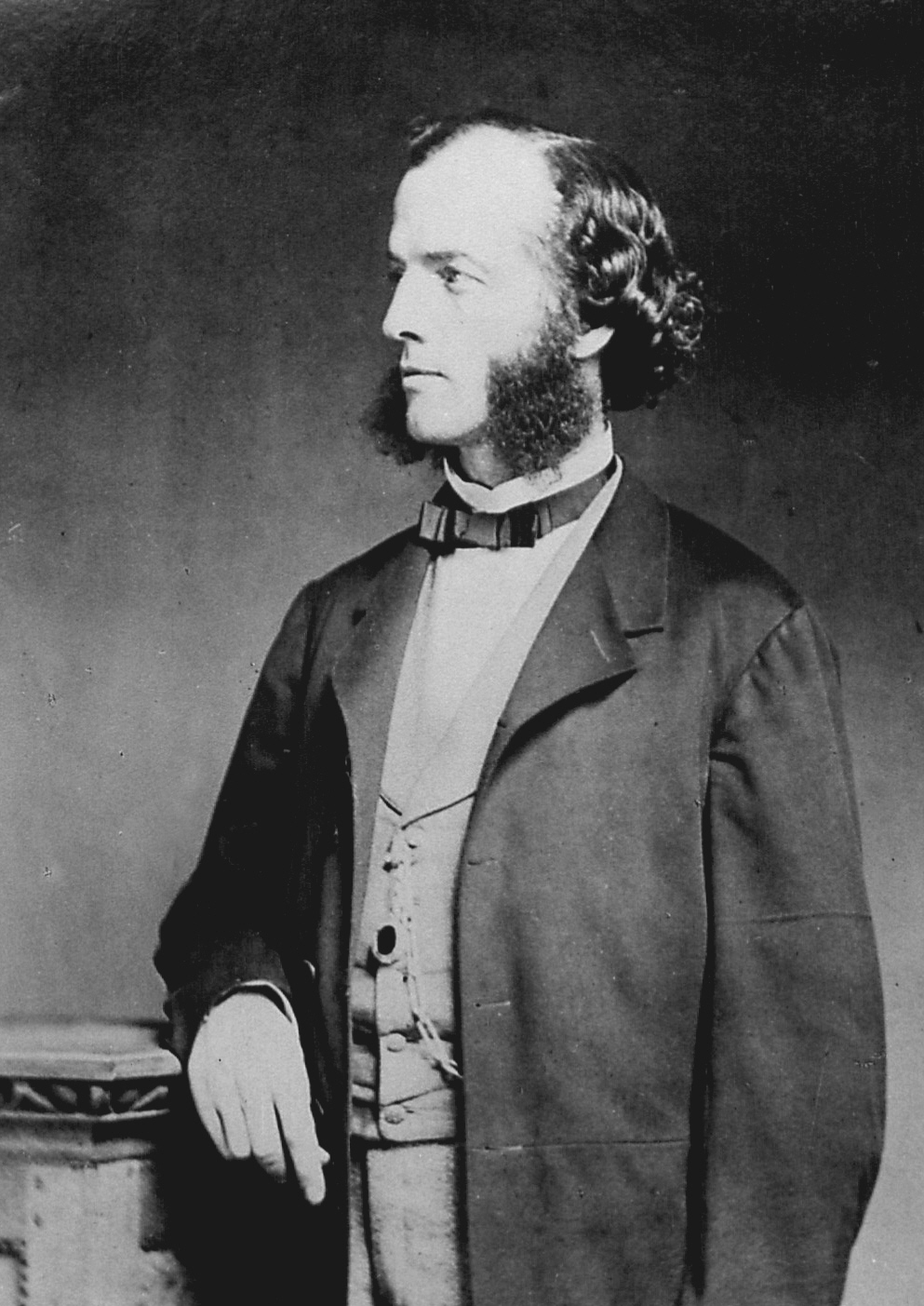
August Kékulé, chimiste à l'origine du congrès, en 1862.

Le Congrès de Karlsruhe est un congrès scientifique international de chimie qui s'est tenu dans la ville de Karlsruhe du 3 au 5 septembre 1860. Initié par August Kékulé, ce congrès a réuni plus de 120 chimistes dont Stanislao Cannizzaro, Jean-Baptiste Dumas, Dimitri Mendeleïev pour discuter des notions d'atome, molécule, équivalence et s'accorder sur une harmonisation des notations employées. Ce congrès est le premier de cette envergure dans le domaine de la chimie et est parfois également considéré comme la première conférence scientifique internationale moderne.

## Liste des participants
Le nombre de personnes voulant participer fut considérable. Le 3 septembre 1860, 140 chimistes se réunirent dans la salle de la deuxième Chambre d'État, que le duc Frédéric Ier de Bade avait mis à disposition de l'assemblée.
Selon Wurtz, la liste des membres contenait 126 noms listés ci-dessous :
- Allemagne:
  - Berlin : Adolf von Baeyer, Georg Hermann Quincke ;
  - Bonn : Hans Heinrich Landolt ;
  - Breslau : Julius Lothar Meyer ;
  - Kassel : Carl Gustav Guckelberger (en) ;
  - Klausthal : Johann August Streng (de) ;
  - Darmstadt : Emil Leonhard Wilhelm Winckler ;
  - Erlangen : Eugen Freiherr von Gorup-Besanez (en) ;
  - Freiburg : Lambert Heinrich von Babo, Woldemar Alexander Adolph von Schneider[2];
  - Giessen : Emil Boeckmann[3], Hermann Franz Moritz Kopp, Heinrich Will (de) ;
  - Göttingen : Friedrich Konrad Beilstein ;
  - Halle : Wilhelm Heinrich Heintz ;
  - Hanovre : Friedrich Heeren (de) ;
  - Heidelberg : Becker, O. Braun, Robert Wilhelm Bunsen, Georg Ludwig Carius, Emil Erlenmeyer, Otto Mendius, Jacob Heinrich Wilhelm Schiel[4] ;
  - Iéna : Carl Gotthelf Lehmann (de), H. Ludwig[5] ;
  - Karlsruhe : A. Klemm, R. Muller, Julius Neßler (de), Theodor Petersen (de), Karl Seubert[6], Karl Weltzien (de) ;
  - Leipzig : Otto Linné Erdmann, Christoph Heinrich Hirzel (de), Wilhelm Knop, Kuhn ;
  - Mannheim :Carl Gundelach[7],[8], Heinrich Georg Friedrich Schröder ;
  - Marbourg : Rudolf Schmitt (de), Constantin Zwenger (de) ;
  - Munich : Friedrich Geiger[9] ;
  - Nuremberg : Ernst von Bibra (de) ;
  - Offenbach : Grimm[10];
  - Rappenau : Finck;
  - Schönberg : Gustav Reinhold Hoffmann[11] ;
  - Speyer : Franz Keller[12], Albert Mühlhaüser[13] ;
  - Stuttgart : Hermann von Fehling, W. Hallwachs;
  - Tübingen : Karl Finckh von Winterbach[14],[15], Alexander Naumann (de), Adolph Strecker ;
  - Wiesbaden : Wilhelm Theodor Oscar Casselmann, Carl Remigius Fresenius, Carl Neubauer (de) ;
  - Würzburg :  Johann Joseph Scherer, Valentin Schwarzenbach[16].

- Autriche:
  - Innsbruck : Heinrich Hlasiwetz ;
  - Lemberg : Leopold von Pebal (de) ;
  - Pesth : Theodor Wertheim ;
  - Vienne : Viktor von Lang (de), Adolf Lieben, Carl Folwarezny[17], Franz von Schneider.

- Belgique:
  - Bruxelles : Jean Servais Stas ;
  - Gand : François Donny jr. (nl), Friedrich Kekulé von Stradonitz

- Espagne:
  - Madrid: Ramón Torres Muñoz de Luna (es).

- France:
  - Montpellier : Antoine Béchamp, Armand Gautier (chimiste), C. G. Reischauer[18]
  - Mulhouse : Th. Schneider[19] ;
  - Nancy : Jérôme Nicklès (de) ;
  - Paris : Jean-Baptiste Boussingault, Jean-Baptiste Dumas, Charles Friedel, Louis Grandeau, Louis René Le Canu[20], Jean-François Persoz, Jean Baptiste Leopold Alfred Riche[21], Paul Thénard, Émile Verdet, Charles Adolphe Wurtz ;
  - Strasbourg i. E. : Eugène Théodore Jacquemin[22], Charles Oppermann[23], Frédéric Charles Schlagdenhauffen[24], Paul Schützenberger ;
  - Tann : Charles Kestner, Auguste Scheurer-Kestner

- Italie:
  - Gênes : Stanislao Cannizzaro ;
  - Pavie : Angelo Pavesi[25]

- Mexique : Louis Posselt (frère de Christian Wilhelm Posselt (de))

- Portugal: 
  - Coimbra : Mathias de Carvalho e Vasconcellos[26].

- Russie:
  - Kharkov: Alexei Nikolajewitsch Sawitsch (de) ;
  - Saint-Petersbourg: Alexandre Borodine, Dmitri Mendeleïev, Leon Nikolajewitsch Schischkow (de), Nikolaï Zinine ;
  - Varsovie: Teofil Lesiński (pl), Jakub Natanson (de).

- Suède:
  - Harpenden: Joseph Henry Gilbert ;
  - Lund: Nils Johan Berlin, Christian Wilhelm Blomstrand ;
  - Stockholm: Johann Friedrich Bahr (de).

- Suisse :
  - Bern: Carl Emanuel Brunner (de), Hugo Schiff ;
  - Genève: Jean Charles Galissard de Marignac ;
  - Lausanne: Henri Bischoff[27] ;
  - Reichenau bei Chur: Adolph von Planta (es) ;
  - Zurich: Johannes Wislicenus.

- Royaume-Uni:
  - Dublin : James Apjohn (en) ;
  - Édimbourg : Alexander Crum Brown, James Alfred Wanklyn, Frederick Guthrie ;
  - Glasgow : Thomas Anderson ;
  - Londres : Baldwin Francis Duppa[28], Carey Foster, John Hall Gladstone, Hugo Müller (de), Henry Minchin Noad (en), Alphonse René Le Mire de Normandy, William Odling ;
  - Manchester : Henry Enfield Roscoe ;
  - Oxford : Charles Giles Bridle Daubeny, G. Griffeth[29], Friedrich Schickendantz (en) ;
  - Woolwich : Frederick Augustus Abel